# Eurymela intermedia
Eurymela intermedia är en insektsart som beskrevs av Evans 1969. Eurymela intermedia ingår i släktet Eurymela och familjen dvärgstritar. Inga underarter finns listade i Catalogue of Life.